# Travesía de Vigo
La travesía de Vigo es una vía urbana de la ciudad española homónima. Con 2,5 kilómetros de longitud, constituye una de las calles más extensas de la ciudad y vertebra la parroquia de Teis y el municipio limítrofe de Redondela con el centro urbano. Comienza en la confluencia con la avenida de Ángel de Lema y Marina y finaliza en las calles Urzaiz y Pizarro.
Está considerada una “calle-ciudad”, debido a que alberga a más de 10 000 habitantes censados, lo que implica una mayor población que la de 256 municipios gallegos.

## Toponimia
La travesía de Vigo recibe su nombre de la propia ciudad, lo que constituye un caso extraordinario, ya que las ciudades no suelen tener su propio nombre en su callejero. La travesía recibió ese nombre por conectar las ciudades de Vigo y la parroquia redondelana de Chapela a través de la carretera N-552, como consta en un callejero de 1954, cuando aún no estaba poblada. Fruto de su desarrollo inicial como carretera interurbana, la travesía presenta numerosas curvas y un trazado irregular. También existen calles y callejones perpendiculares a la travesía con nombres como “Primera Travesía de la Travesía de Vigo”.
En 1974, la travesía cambió su nombre por el de avenida Almirante Carrero Blanco, pocos meses después de que, en diciembre de 1973, la organización terrorista ETA asesinara al militar, por entonces presidente del Gobierno de España.
Con la llegada de la democracia a España, recuperó su nombre original, aunque en 1993 una parte del vial cambió de denominación: el tramo desde el cruce con la avenida de Buenos Aires hacia Chapela pasó a denominarse avenida de Ángel de Lema y Marina, lo que resultó en un acortamiento de su longitud.

## Historia y urbanismo

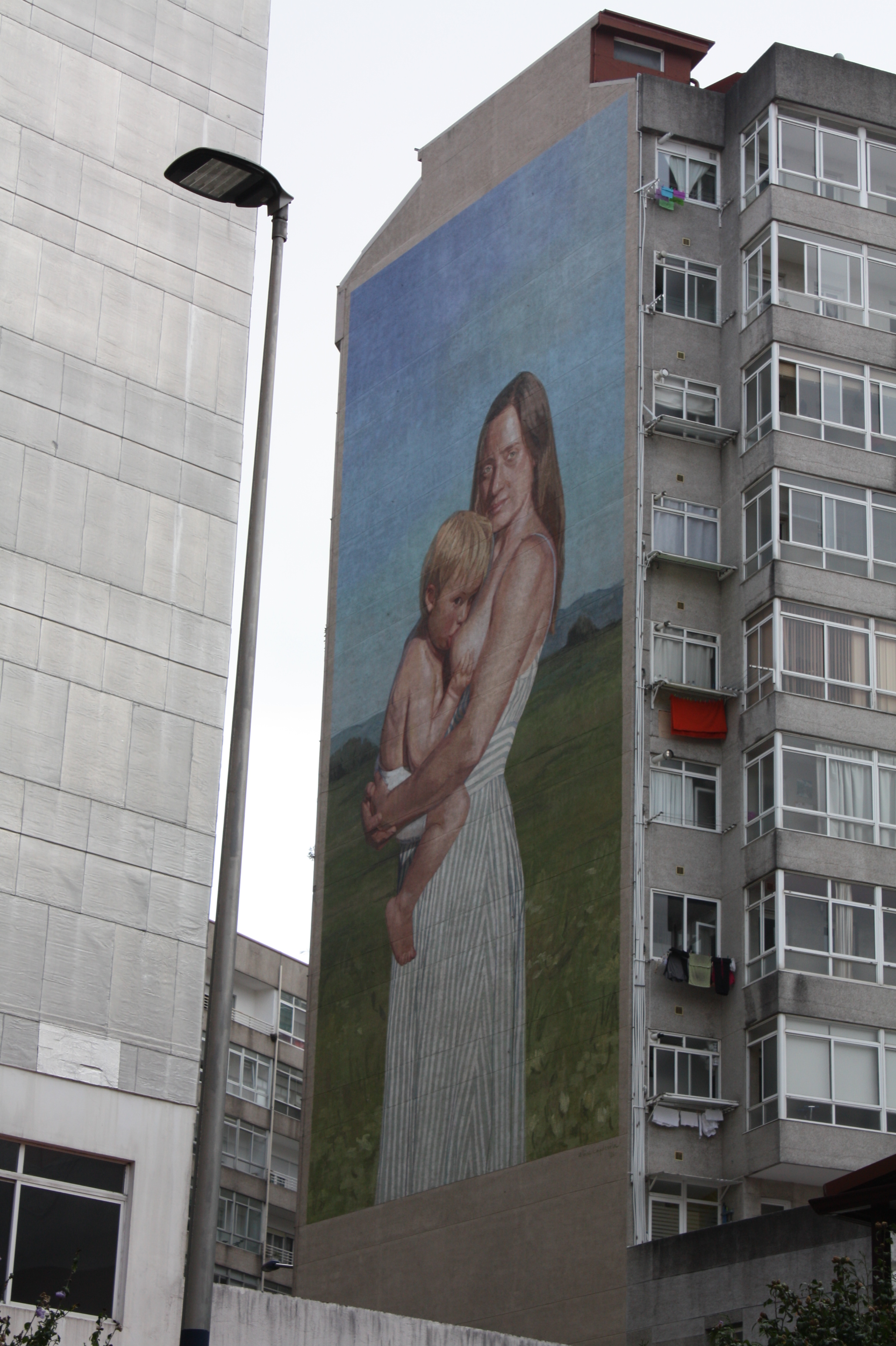
Mural de Elisa Capdevila en el número 45 de la travesía de Vigo.

La historia de la travesía está íntimamente ligada al desarrollismo, así como al crecimiento industrial de la ciudad y la articulación de los barrios obreros vigueses. La urbanización del vial comenzó en la década de 1960 como una necesidad de expansión urbana, impulsada por el desarrollo de las industrias automovilística y naval, lo que atrajo una fuerte emigración interna desde las provincias de Lugo y, sobre todo, Orense. En la travesía de Vigo también se asentaron decenas de familias de emigrantes retornados de América, que invirtieron sus ahorros en el negocio inmobiliario.
Así, se comenzó a construir la avenida sobre el trazado de la antigua N-550, diseñando una vía de cuatro carriles, dos en cada sentido. Posteriormente comenzaron a construirse voluminosos bloques de edificios de hasta diez plantas, formando una red de edificaciones sin apenas terrenos vacíos. Esto provocó un aumento considerable de la población, pero también moldeó la morfología urbana del barrio: las grandes alturas de los edificios y sus fachadas verticales daban la impresión de un cañón.
El arquitecto y abogado Miguel Font definió así la explosión demográfica y urbanística de la travesía, en el contexto de un importante éxodo rural:
```
   "Surge así una tipología muy concreta de vivienda inédita en la ciudad: la vivienda rural en altura, caracterizada por un salón sin uso, que da a la calle, solo para mostrar las vistas; dormitorio principal, también hacia la calle, como signo de prestigio. En cuanto a la cocina, la parte principal de la vivienda, la estancia más voluminosa, con comedor, estaba situada en la parte trasera, con vistas al mar (en los impares) o al amanecer (en los pares)[...]. Por supuesto, la fachada principal, la que da a la calle, hecha con materiales “nobles” y cerramientos, mientras que la trasera —visible curiosamente desde gran parte de la ciudad— estaba revestida y pintada en blanco, con patios y tendederos a la vista. Miguel Font, Gerente de la Asociación de Promotores Inmobiliarios"
```

La avenida, sinuosa y de trazado irregular (herencia de su pasado como parte de la N-550), cuenta con una mediana con plantas y vegetación ornamental, que en 2001 fue reducida en una de las intervenciones de “humanización” que sufrió. El brutalismo de los edificios, la presencia de numerosas rotondas y túneles, y la práctica ausencia de parques y otras zonas verdes son las características más distintivas de esta vía. Ejemplo de dicho brutalismo fue la construcción, por parte del promotor Luís Cort, de las 600 viviendas de los Edificios de Fenosa, influenciados por Le Corbusier y popularmente conocidos como “grilleras” (jauleras) o “coelleiras” (conejeras).

## Edificios singulares
- Centro Comercial Travesía. Su construcción data del año 2003.[5]

- Edificios de Fenosa. Construidos en 1967, conforman un conjunto de 600 viviendas promovidas por Luís Cort, y son popularmente conocidos como “grilleras” o “conejeras” por su aspecto megalómano, con grandes alturas y ventanas de pequeño tamaño.